# 上海電視台
上海电视台（简称为上视、上海台；，英文简称为）隶属于上海广播电视台。是中国大陆繼央视 （時稱“北京电视台”）後的第二家成立电视台，也是继央视后第二家播送彩色电视节目的电视台。中国大陆的第一档新闻深度报道节目、第一个介绍国际时事的杂志型专栏节目、第一条商业广告、第一个英语新闻节目、第一批电视节目制片人都是来自上海电视台。

## 台标和题字
上视的台标是上海市的市花白玉兰。在1979年，邓小平为上海电视台题写了台名。1993年9月22日，江泽民为上海电视台建台35周年题词：“稳定鼓劲，求实创新”。

## 上海电视台历史
1956年，上海人民广播电台副台长陈浩天和一些工程技术干部，计划在上海创建电视台，重点研究电视广播技术。8月2日，上海电台台长苗力沉、副台长陈浩天联名向中共上海市委报告，申请筹建上海电视台，后于10月22日致函中央广播事业局，申报电视频率，并提出自己动手设计制造电视发射设备。此后因反右运动而搁置。
1958年3月，中共上海市委正式批准筹建上海电视台，开播初期隶属于上海电台。同年4月，上海电视台筹建组建立，并选定南京东路新永安大楼为台址。1958年10月1日，上海电视台开始试播，1959年10月1日正式开播，节目内容除新闻、文艺、电影以外，也包括社教专栏性节目，每周播出4次；1960年4月6日，上海电视台和华东师范大学联合试办上海电视大学，设有数学、物理、化学3个专业，每逢周一、三、五下午各播出3个小时，由此上海电视台实现每天都有节目播出。
1960年初，上海开始进行彩色电视试验。市工业部门组织有关工厂企业，根据从北京带回的图纸，进行配套试制，1961年，部分彩色电视中心设备安装在新永安大楼10楼。1962年，由于国民经济计划实行调整，彩电工程暂停，至1970年代初恢复。1971年3月9日，经中共上海市委批准，同意建造上海彩电中心，选址在南京西路651号（现广电大楼）。1973年8月1日，彩色电视正式对外试播，每周播出两次。1974年，上海电视台彩电中心演播楼、发射机房、微波机房和电视发射塔建成，同年，上海电视台台址迁至上海彩电中心。1975年9月，上海电视台安装了第二套彩电中心设备，专门提供给5频道自办彩电节目播出用。由此上海电视台成为全国省级电视台中第一家全部频道配备彩色电视设备的电视台。

1967年的上海电视台

文化大革命爆发后，上海电视台节目受当时文革影响，节目主要内容改以“批斗会”、“大批判”和“样板戏”为主要内容，至毛泽东逝世后多个月后恢复。1979年1月28日17时09分，上海电视台播映上海市药材公司“参桂养荣酒”的广告，是中华人民共和国成立后（以及社会主义国家）的第一条电视广告，唯原始片段已遗失，仅余四幅分鏡。1979年3月15日18时51分，上海电视台播放了瑞士雷达表广告，是中国大陆第一条外商电视广告。
1981年，上海电视台增设20频道，4月22日开播（1993年1月18日上海东方电视台成立后，20频道划归东方电视台使用，现为都市频道）。1986年7月1日，上海电视台正式开播26频道，取代20频道播出教育节目（1994年上海教育电视台成立后，该频道划归教育电视台使用）。1989年10月1日，上海电视台开播14频道开播，起初转播中央电视台第二套教育节目，后改为上海电视台第二套自办节目频道（即后来的星尚频道）。
1985年，上海电视台与无锡、常州、南京、扬州、南通等7城市电视台签订协议，通过上海——北京微波线路，转播上海电视台节目。1986年7月1日，上海电视台卫星地面接收站建成。由此上海电视台的覆盖范围不断扩大，当初覆盖范围北至江苏连云港，西到浙江、安徽部分地区，南达江西东北部，东含舟山群岛和长江三角洲的大部分地区，收视人口超过1亿。
1989年至1999年（即上海有线电视台各频道撤并至上视和上海东方电视台之前），上海电视台拥有8频道和14频道共两个频道，其中8频道为主频道，以播放新闻、财经、社教节目为主，14频道则主要播放体育、文艺、影视剧和外语节目。1996年2月16日，上海电视台、上海美术电影制片厂合并，实行“一套班子、两块牌子”。
2000年4月、2001年7月，上海卫星电视中心、上海有线电视台并入上海电视台后，上海电视台拥有7个各具特色的频道，每天播出节目共137小时，其中自制节目27小时。
2001年，上海文广新闻传媒集团（现上海广播电视台）成立，上海电视台、上海东方电视台、上海人民广播电台、上海东方广播电台合并，上海电视台原先的各频道也逐渐独立运作，上海电视台名存实亡。目前，使用上海电视台台标的频道有新闻综合频道、五星体育频道、东方影视频道、上海外语频道（该频道在2010年前使用上海东方电视台的台标），不过目前仍然坚持使用“上海电视台”呼号的只剩下上海电视台新闻综合频道。在2009年上海文广新闻传媒集团更名为上海广播电视台后，新闻综合频道甚至经常被直接称为上海电视台。此外，曾经使用过上海电视台台标的频道还有上海电视台财经频道（现第一财经频道）、上海电视台卫星频道（现东方卫视）、上海电视台纪实频道、上海电视台星尚频道（现与娱乐频道整合为都市频道）、上海电视台艺术人文频道（该频道在2010年前使用上海东方电视台的台标，现与纪实频道整合为纪实人文频道）。此外，在国家新闻出版署的新闻记者证查询系统中，上海广播电视台各电视新闻记者的新闻记者证注明的工作单位亦为“上海电视台”。

## 历任领导
| 台长 - 赵庆辉（1958年4月－1966年，筹建组负责人） - 邹凡扬（1978年－1979年3月，临时领导班子负责人） - 刘冰（1979年3月－1985年11月） - 龚学平（1985年11月－1989年7月） - 金闽珠（1989年7月－1991年12月） - 盛重庆（1991年12月－1999年6月） - 朱咏雷（1999年6月－2002年7月） - 黎瑞刚（2002年7月－2003年6月） | 党委书记 - 刘冰（1979年3月－1982年6月，党总支书记） - 柳星三（1982年6月－1985年11月，党总支书记） - 龚学平（1985年11月－1989年6月） - 金闽珠（1989年6月－1998年5月） - 雷德昌（1998年5月－2001年7月） - 宗明（女）（2001年7月－2003年6月） |